# ميتشيل فيلدز
ميتشيل فيلدز (بالإنجليزية: Mitchell Fields)‏ هو نحات أمريكي، ولد في 1901 في بيلتشت ‏ في رومانيا، وتوفي في 6 أكتوبر 1966 في HaZore'a ‏ في إسرائيل.